# Фероактиноліт
Фероактиноліт (рос. ферроактинолит; англ. ferroactinolite; нім. Ferro-Actinolith m) — мінерал групи амфіболів, залізистий різновид актиноліту. Кінцевий член ізоморфної серії тремоліт — актиноліт — фероактиноліт. Від феро… й назви мінералу актиноліту (N.Sundius, 1946).

## Опис
Хімічна формула:
- 1. За Є. Лазаренком: Ca2Fe52+[(OH, F)2Si4O11]2.
- 2. За Ґ.Штрюбелем та З.Ціммером і за «Fleischer's Glossary» (2004): Ca2(Fe2+,Mg)5[(OH)|Si4O11]2. Співвідношення Mg/(Mg+ Fe2+) = 0-0,5.

Склад у % (з родовища Теймарак, штат Айдахо, США): CaO — 10,73; FeO — 30,50; SiO2 — 49,30; H2O — 2,13. Домішки: MnO, Al2O3, Fe2O3, MgO.
Сингонія моноклінна. Утворює волокнисті кристали. Спайність ясна по (010). Густина 3,02-3,44. Тв. 5-6. Колір темно-зелений до чорного; в шліфі зелений. Двійники прості й полісинтетичні. Зустрічається в метаморфічних породах, переважно у продуктах регіонального метаморфізму.